# ترپسیکور
ترپسیکور (به یونانی: Τερψιχορη) در اساطیر یونانی یکی از نُه موزها، الهه موسیقی و رقص، دختر شاه خدایان زئوس و الهه خاطرات منه‌موزین است. در زمان‌های باستان هنگامی که به موزها عنوان‌های به‌ویژه هنری و ادبی داده می‌شد، ترپسیکور موز رقص و آواز نام گرفت و مظهر مضراب و چنگ رومی به شمار می‌رفت. او معمولاً به حالت نشسته و چنگ بدست، در حالی که رقاصان باله او را در حین موسیقی همراهی می‌کنند، به تصویر کشیده می‌شود. نام او از کلمه‌های یونانی «τέρπω» به معنی خوشی و «χoρός» به معنی رقص گرفته شده‌است.